# Havranec
Havranec est un village de Slovaquie situé dans la région de Prešov.

## Histoire
Première mention écrite du village en 1618. Havranec était avec 11 habitants la commune la moins peuplée de Slovaquie en 2009.

## Démographie

### Évolution de la population
| Année:               | 1994. | 2004.    | 2014. | 2024.    |
| -------------------- | ----- | -------- | ----- | -------- |
| Nombre de personnes: | 13    | 10       | 13    | 15       |
| Différence:          |       | -23,07 % | +30 % | +15,38 % |

| Année:               | 2023. | 2024.   |
| -------------------- | ----- | ------- |
| Nombre de personnes: | 14    | 15      |
| Différence:          |       | +7,14 % |